# رژه گل رز

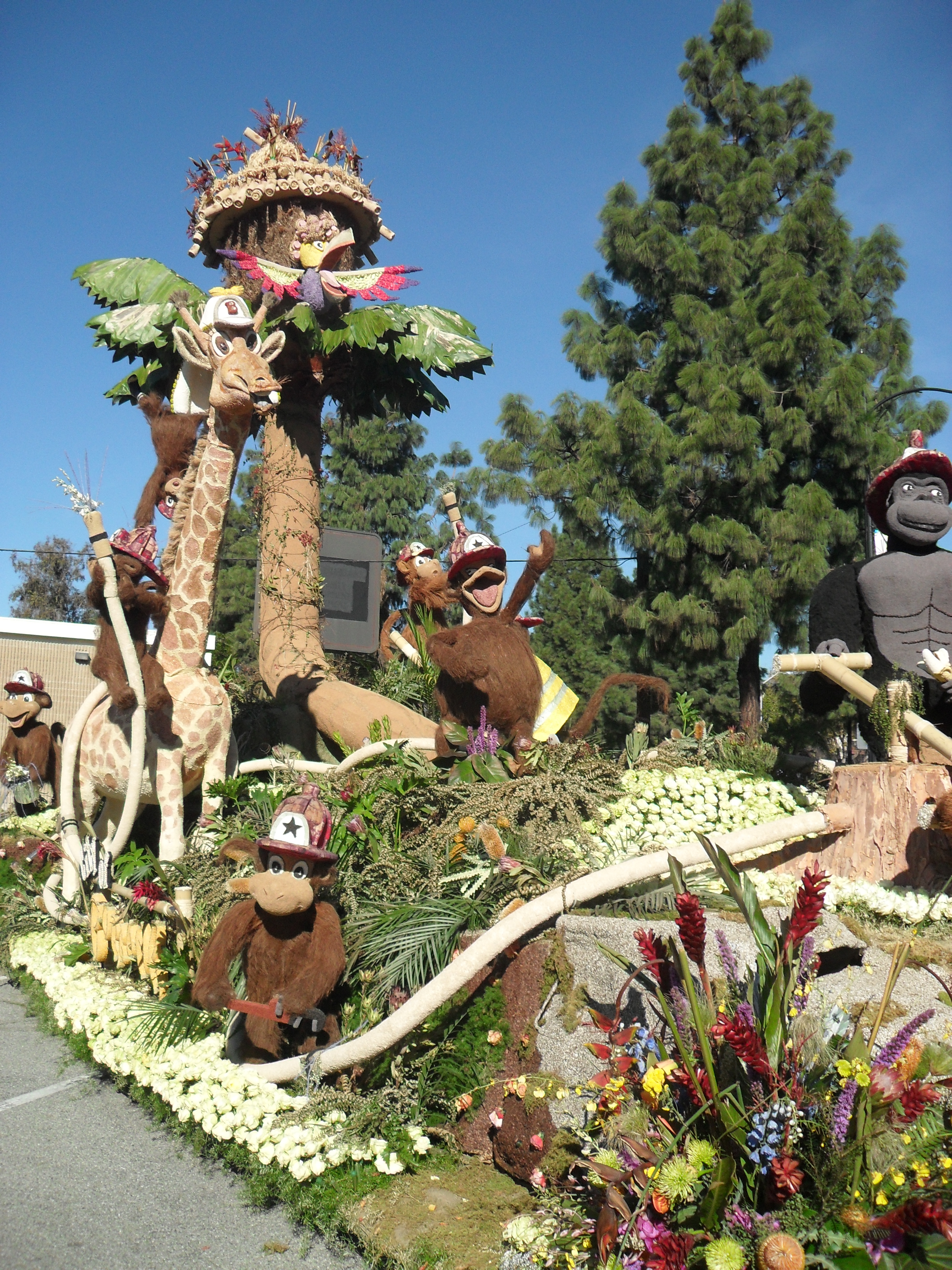
رژه گل رز سال ۲۰۱۵

مراسم رژه گل رز (انگلیسی: Rose Parade) هر ساله با فرارسیدن سال نو میلادی در شهر «پاسادینا، کالیفرنیا» برگزار می‌شود، نخستین بار در سال ۱۸۹۰ در روز سال نو به اجرا درآمد و هر ساله از سوی چندین شبکه تلویزیونی در ده‌ها کشور جهان به‌طور مستقیم پخش می‌شود.

## نگارخانه

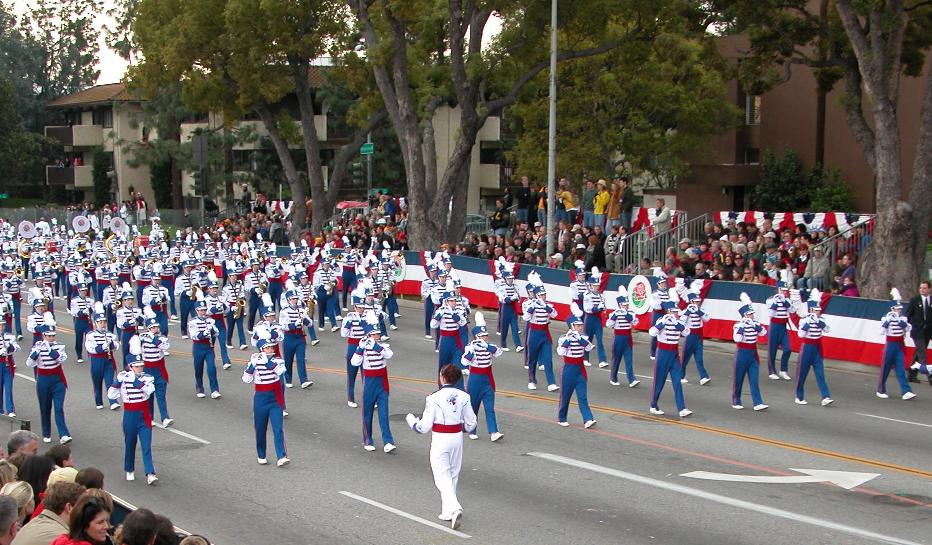
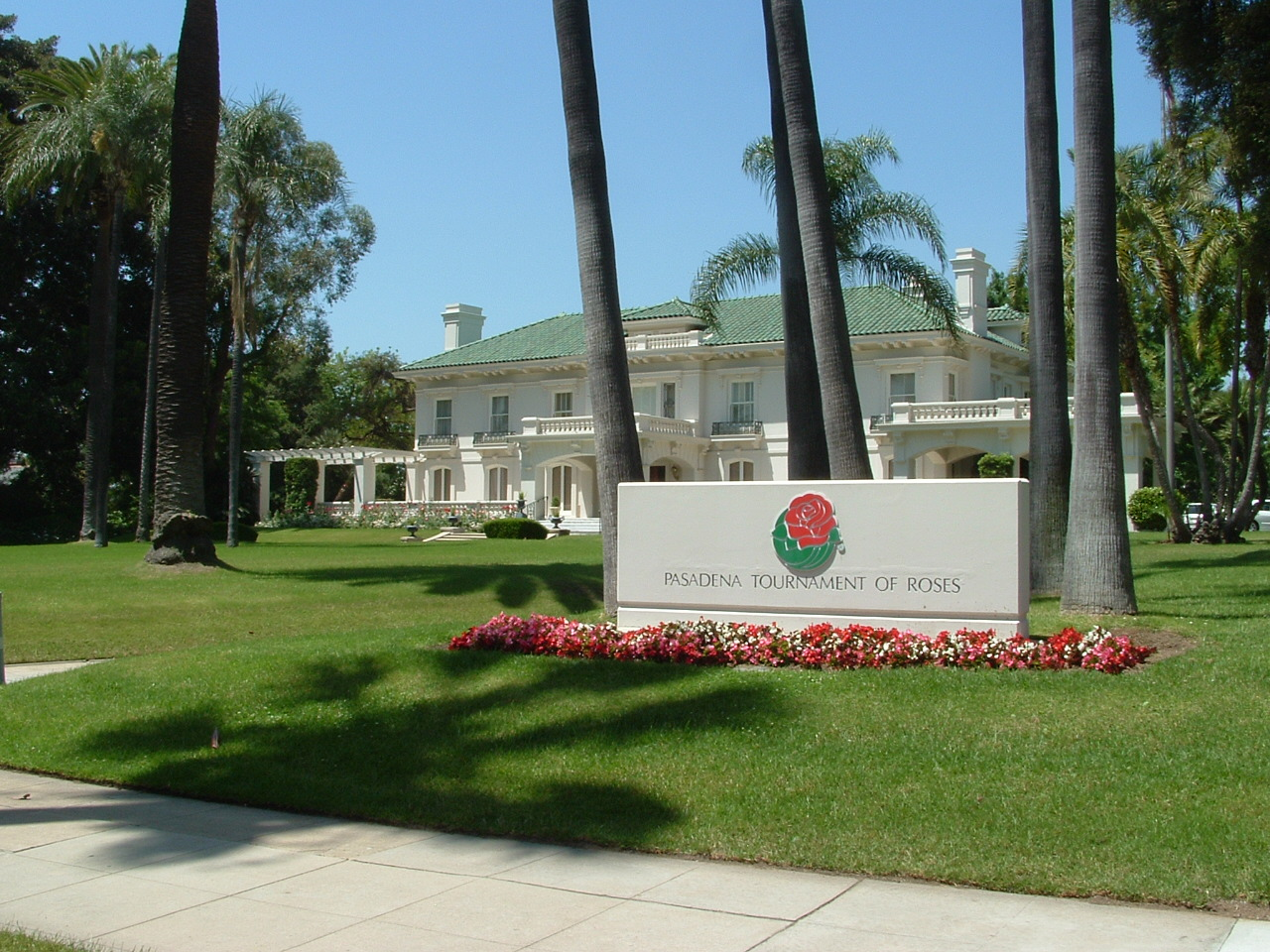
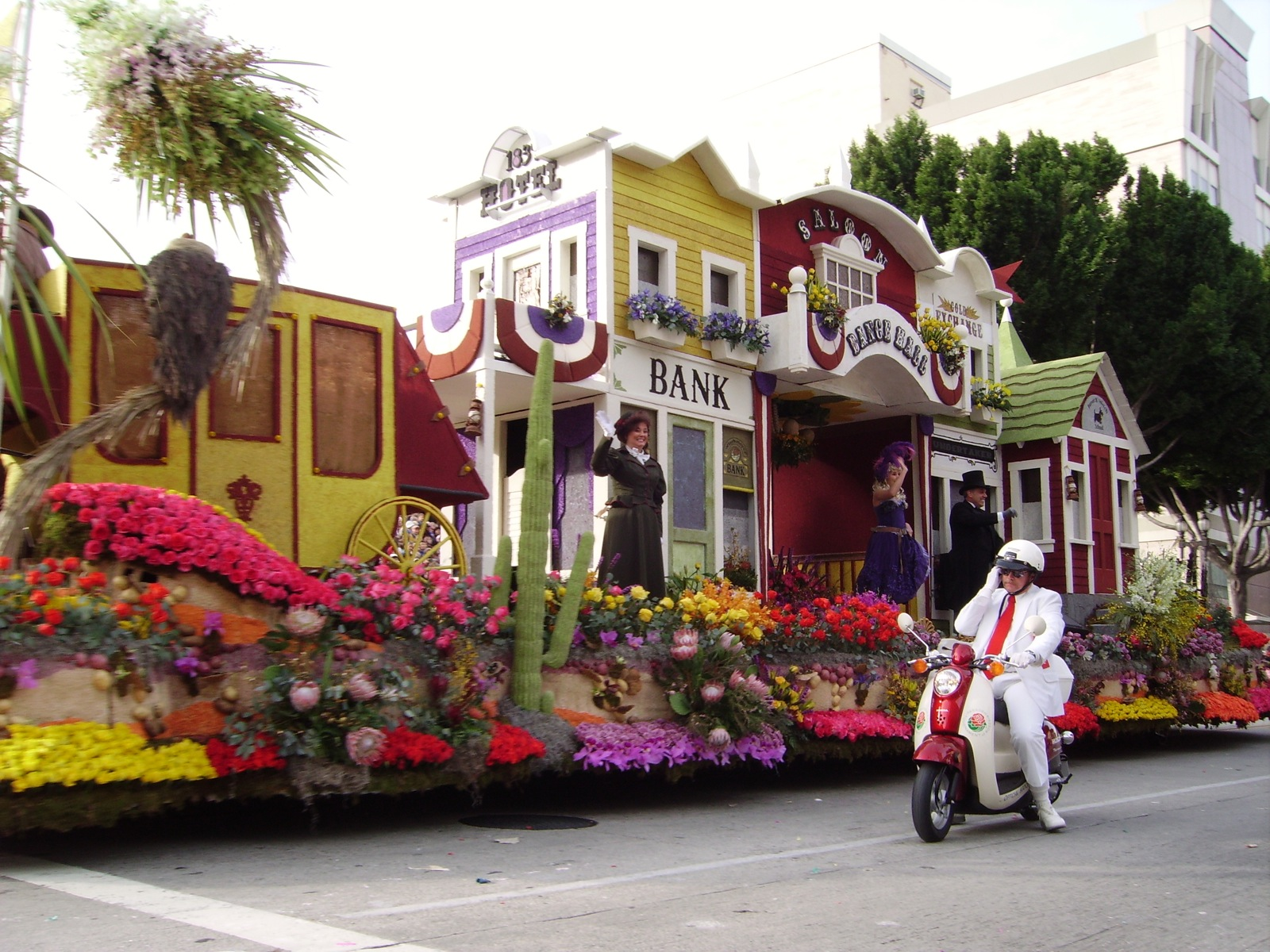